# Cá phèn một sọc
Cá phèn một sọc (Danh pháp khoa học: Upeneus moluccensis) là một loài cá trong họ cá phèn Mullidae phân bố ở Ấn Độ Dương, Indonesia, Philippin, Châu Đại dương, Nhật Bản, Trung Quốc, Việt Nam. Tên địa phương ở Việt Nam gọi chúng là cá phèn. Tên thường gọi tiếng Anh là Goatfish, Red mullet, Gold band goatfish. Tên gọi thị trường Canada: Rouget-barbet. Tên gọi tiếng Nhật: Kisuji-himeji. Tên gọi tiếng Tây Ban Nha: Salmonete de banda dorada. 

## Đặc điểm
Cá có thân dài, dẹp bên. Kích cỡ khai thác 150 mm, có thể đạt 250 mm. Đầu dẹp bên. Mắt nằm ở phía trên trục thân. Cằm có 2 râu ngắn, mảnh. Viền sau nắp mang trơn. Răng mọc thành đai trên 2 hàm, xương lá mía và xương khẩu cái. Cuống đuôi tương đối cao, bằng 1/10 lần chiều dài thân. Có 2 vây lưng, giữa vây lưng thứ nhất và vây lưng thứ hai có 5 hàng vảy.
Điểm cuối của vây lưng thứ hai cách gốc vây đuôi 12 hàng vảy. Vây ngực dài hơn vây bụng nhiều. Đầu và lưng có màu nâu dỏ, hoặc màu hồng, hai bên thân và bụng màu trắng. Bên thân có 1 sọc màu vàng tươi chạy từ phần đầu trước mắt, qua mắt, phía trên đường bên đến vây đuôi. Hai vây lưng màu vàng nhạt, có 3 sọc màu đỏ. Vây hậu môn màu vàng. Vây đuôi màu trắng, thùy trên có 5 - 6 sọc xiên màu đen. Râu màu hồng. 